# Trachycephalus cunauaru
Espèce
Trachycephalus cunauaru est une espèce d'amphibiens de la famille des Hylidae.

## Répartition
Cette espèce se rencontre au Brésil, en Bolivie et au Pérou. Sa présence est incertaine en Colombie, au Venezuela et en Équateur.

## Publication originale
- Gordo, Toledo, Suárez, Kawashita-Ribeiro, Ávila, Morais & Nunes, 2013 : A new species of Milk Frog of the genus Trachycephalus Tschudi (Anura, Hylidae) from the Amazonian rainforest. Herpetologica, vol. 69, p. 466–479.